# Port morski (obraz Lacroix de Marseille)
Port morski – marynistyczny obraz olejny, namalowany w 1773 przez francuskiego malarza Charles’a François Greniera de Lacroix, zwanego „Lacroix de Marseille”. Obraz znajduje się w zbiorach Narodowego Muzeum Morskiego w Gdańsku.

## Opis obrazu
Obraz przedstawia wyimaginowany port morski, oświetlony pastelowym blaskiem wschodzącego słońca. W kompozycji obrazu dominuje masywna bryła łuku triumfalnego po lewej i żaglowiec po prawej, ukazany na spokojnej tafli wody. Na pierwszym planie widać grupę postaci w strojach rybaków, których wdzięczne pozy i wyszukane, niemal taneczne gesty podkreślają efekt pewnej teatralności, charakterystyczny dla malarstwa drugiej połowy XVIII wieku.